# Dutt-Wormall-Reaktion
Die Dutt-Wormall-Reaktion ist eine Namensreaktion der organischen Chemie, welche 1921 von Pavitra Kumar Dutt, Hugh Robinson Whitehead und Arthur Wormall veröffentlicht wurde. Diese Reaktion beschreibt die Synthese von aromatischen Aziden.

## Übersichtsreaktion
Bei der Dutt-Wormall-Reaktion wird in mehreren Reaktionsschritten aus einem Diazoniumsalz ein aromatisches Azid hergestellt:

## Reaktionsmechanismus
Im vorgeschlagenen Reaktionsmechanismus wird zunächst das Kation des Diazoniumsalzes 1 durch ein Sulfonamid 2 angegriffen. Nach der Abspaltung eines Protons bildet sich das aromatische Diazoaminosulfinat 3. Die Hydrolyse durch ein Hydroxidion und anschließende Abspaltung von Sulfonsäure führt zum Azid 4:

## Anwendung
Diese Reaktion wird zur Herstellung von aromatischen Aziden verwendet.